# Codonoblepharon pungens
Codonoblepharon pungens là một loài Rêu trong họ Orthotrichaceae. Loài này được (Müll. Hal.) A. Jaeger mô tả khoa học đầu tiên năm 1874.